# Acid (1,2,5,6-Tetrahydropyridin-4-yl)methylphosphinic
(1,2,5,6-Tetrahydropyridin-4-yl) axit methylphosphinic (TPMPA) là một chất đối kháng GABA tiêu biểu cho nhóm phụ GABAA-ρ (trước đây được gọi là GABAC).